# 东关寨
东关寨，位于中国福建省福州市福清市一都镇东山村，为一个省级文物保护单位，类型为古建筑，为第五批福建省文物保护单位，公布时间为2001年1月20日。
东关寨的历史年代为清。